# 더 나인스 써클
더 나인스 써클(DEVETI KRUG, THE NINTH CIRCLE)은 크로아티아에서 제작된 프랑스 스티그릭 감독의 1960년 드라마, 전쟁 영화이다. 두시카 제가라크 등이 주연으로 출연하였다.

## 출연

### 주연
- 두시카 제가라크